# وحشت (فیلم ۱۹۳۸)
ترور (انگلیسی: The Terror) یک فیلم است که در سال ۱۹۳۸ منتشر شد.